# Der Hund (Dürrenmatt)
Der Hund ist eine Erzählung von Friedrich Dürrenmatt, die erstmals im Jahre 1952 im Sammelband Die Stadt. Prosa I–IV. im Arche Verlag erschienen ist. Sie ist im Gegensatz zu bekannten Kurzgeschichten wie Der Tunnel oder Die Panne, die im selben Sammelband oder zu ähnlicher Zeit erschienen sind, wenig rezipiert worden.

## Handlung
In der Erzählung trifft der Protagonist, ein namenloser Ich-Erzähler, zu Beginn auf einen Heilsprediger, der regelmäßig in der Stadt, die ebenfalls nicht weiter benannt wird, predigt. Erst auf den zweiten Blick fällt dem Erzähler ein großer, schwarzer, wolfsartiger Hund mit gelben Augen auf, der den Prediger begleitet.
Der Protagonist sucht den Mann, ausgehend von der ihn verführenden Verbindung zwischen diesem und dem Tier, regelmäßig in der Stadt auf, muss aber feststellen, dass es schwierig ist, ihn zu finden, da er ungeplant an verschiedenen Stellen der Stadt predigt. Er beschließt daher, ihn bis zu seiner Wohnung zu verfolgen, was ihm nach einiger Zeit auch gelingt. Diese Wohnung befindet sich in einem „Reichenviertel“ in einem Kellerraum. Er trifft dort auf die Tochter des Predigers, die ihm die Angst vor dem Hund gesteht und, beginnend an diesem Abend, von Herbst bis Frühjahr eine sexuelle Beziehung mit dem Ich-Erzähler eingeht. Sie berichtet außerdem, dass ihr Vater früher ein reicher Mann gewesen war, dann jedoch in die Welt gezogen sei, um die Wahrheit zu verkünden. Sie habe ihn begleitet, da sie wisse, dass es sich um die Wahrheit handle. Der Hund sei ihnen kurz nach ihrem Auszug zugelaufen und begleite sie seitdem.
An einem Tag im Frühjahr besucht das Mädchen den Protagonisten in dessen Zimmer und verlässt dabei das erste Mal im Verlauf der Handlung den Kellerraum; bisher waren alle Versuche des Erzählers, es dort hervorzulocken, erfolglos. Sie bittet ohne Umschweife darum, den Hund zu töten, da sich auch der Vater vor ihm fürchte und wie gelähmt sei. Der Protagonist wusste bereits, dass das Mädchen eines Tages darum bitten würde und hatte bereits einen Revolver gekauft. Gemeinsam eilen sie durch die Stadt, die hier als außergewöhnlich belebt beschrieben wird. Auf ihrem Weg verlieren sich Mädchen und Erzähler, denn er geht zu schnell für sie, erreicht die Kellerwohnung jedoch zu spät und findet nur noch den verstümmelten Leichnam des Predigers und kann den Hund durch das Fenster fliehen sehen.
Eine dreitägige Suche des Erzählers, der Polizei und des Militärs bleibt erfolglos, weder Hund noch Mädchen können wiedergefunden werden. Als er in der Nacht zum vierten Tag aufgegeben hat und nach Hause kommt, beobachtet er aus seinem Fenster heraus das Mädchen, das, mit dem ruhigen und gezähmten Hund an der Seite, auf der anderen Straßenseite an seinem Haus vorbeigeht.

## Interpretation
Hervorstechendstes Symbol ist der Hund mit seiner Schrecklichkeit, der immer wieder als grauenvoll, als „riesiges und entsetzliches Tier“  und mit negativ konnotierten Eigenschaften beschrieben wird: „Seine Augen waren schwefelgelb, und wie es das riesige Maul öffnete, bemerkte ich mit Grauen Zähne von ebenderselben Farbe, und seine Gestalt war so, daß ich sie mit keinem der lebenden Wesen vergleichen konnte.“.
Möglicherweise verarbeitet Dürrenmatt in dieser Erzählung sein eigenes Verhältnis zu Hunden, das Goertz als „zwiespältig“ bezeichnet und dies auf ein Kindheitserlebnis zurückführt, bei dem Dürrenmatt von einem wolfsartigen Hund, der ihn lange friedlich begleitet hat, angefallen und schwer verletzt wurde.
In der Erzählung kann nach Goertz der Prediger als Gutes und der Hund als Böses angenommen werden: Das Böse „zerfleische“ das Gute, auch generationenübergreifend, da im nächsten Schritt das Mädchen Opfer des Hundes werden müsse. Das Individuum ist gegen diese Entwicklung von Gut und Böse machtlos; die Gesellschaft sieht bei diesem Treiben tatenlos zu. Weber sieht sie symbolisiert als Stadt: „Die Stadt – das ist für Dürrenmatt das Höhlensystem, in dem das Paradoxeste an Existenz wirklich ist: Einsamkeit der Masse. Hier gibt es Schreie; aber darauf keine Antwort.“ Damit ist auch der Bezug zur Stadt im Titel des Sammelbandes hergestellt, in dem die Erzählung erstveröffentlicht wurde. Es ist auch die Stadt, durch die der Ich-Erzähler für die Rettung des Predigers vor dem Hunde eilen muss und die durch negativ konnotierte Adjektive ebenfalls als böse und bedrohlich beschrieben wird: „voll mit Menschen und Wagen, die sich wie unter einem Meer von Blut bewegten“ und „[sie eilten durch…] Kolonnen bremsender Automobile und schwankender Omnibusse, die wie Ungetüme waren, mit bösen, mattleuchtenden Augen…“. Auch die verkörperte Gesellschaft in Form von Polizei und Militär bleibt erfolglos, sowohl bei der Suche nach dem Guten als auch nach dem Bösen, und ist damit gleichgültig und nutzlos.

## Buchausgaben
- Der Hund. In: Die Stadt. Prosa I–IV. Arche, Zürich 1952. (Erstveröffentlichung, mit acht weiteren Erzählungen).
- Der Hund. Der Tunnel. Die Panne. Erzählungen. Diogenes, Zürich 1998, ISBN 3-257-23061-3 (Werkausgabe, Band 21).
- Der Hund. In: Der Tunnel. Diogenes, Zürich 2011, ISBN 978-3-257-79137-2.